# بوتیا سوپربا

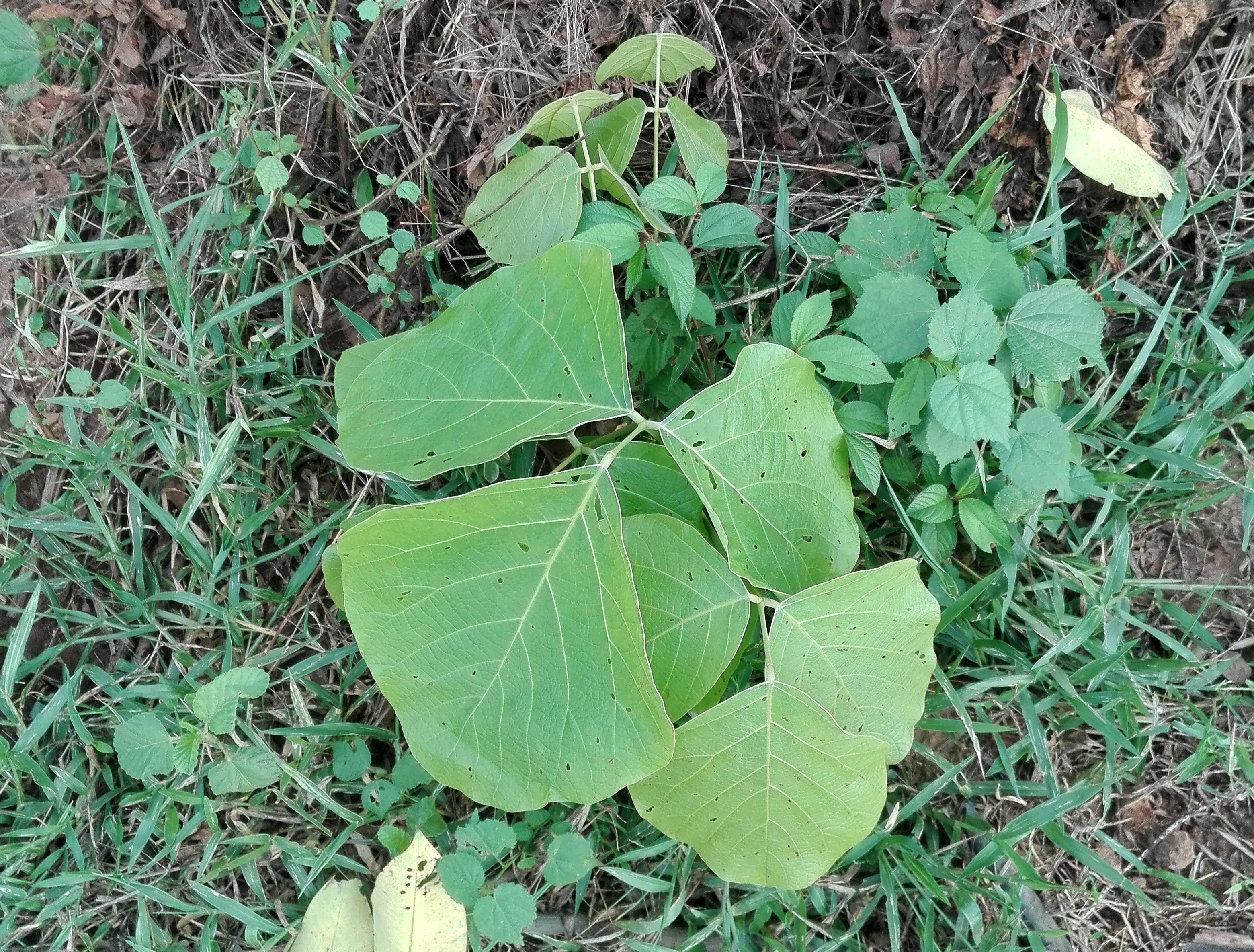
جوانه بوتیا سوپربا در رشته کوه‌های شرقی هند

بوتیا سوپربا گیاهی رونده بومی تایلند، ویتنام و هند است که به زعم ساکنان این مناطق، در کنار سایر خواصی که دارد، یک داروی تقویت توانایی جنسی است. این گیاه به وفور در جنگل برگ‌ریز تایلند گسترش یافته‌است و به‌خاطر اثرات فرضی آن بر جوان‌سازی و توان جنسی، مقبول مردان تایلندی بوده‌است. در زبان انگلیسی این گیاه نام‌های مختلفی دارد: کوائو کروآی قرمز (red kwao krua)، بوتیای خزنده (creeping butea)، درخت صمغ بوتیا (butea gum tree)، شعله جنگل (flame of the forest) و پلاس بالارونده (climbing palas).

## خواص
آزمایش‌های موجود دربارهٔ خواص بوتیا به نتایج متناقضی رسیده‌اند؛ اگرچه آنها از محصولات متفاوت و با دوزهای مختلف در میان جمعیت‌های مختلف استفاده کرده‌اند. تاکنون هیچگونه مطالعهٔ کلینیکی کنترل‌شده با پلاسیبو برای تأیید اثر آن بر تقویت قوای جنسی صورت نگرفته‌است.

## ترکیبات
مشخص شده‌است که ریشه‌های پوشیده از برجستگی‌های کوچک بوتیا سوپربا حاوی فلاونوئیدها و گلیکوزیدهای فلاونوئیدی و همچنین ترکیبات استرول ازجمله بتاسیتواسترول، کامپسترول و استیگمسترول هستند.

## احتیاط
یک مطالعه بر روی موش‌های صحرایی نشان داده‌است که استفاده از دوزهای بالای گیاه خشک‌شده آن (۲۰۰ میلی گرم در ازای هر کیلوگرم وزن بدن) اثر منفی بر چندین پارامتر خونی و نیز کاهش تستوسترون دارد.

## در تایلند
دو گیاه دیگر با نام‌های پوئراریا میریفیکا (کوائو کروآی سفید) و مکونا ماکروکارپا (کوائو کروآی سیاه) نیز به دلیل خواص مشابه با بوتیا سوپربا (کوائو کروآی قرمز) از قدیم مورد استفادهٔ مردان تایلندی بوده‌اند.